# مجموعه پلاتینی (آلبوم انیگما)
مجموعهٔ پلاتینی (به انگلیسی: The Platinum Collection) نام آلبوم تلفیقی جدیدی از پروژهٔ موسیقی انیگما است که در نوامبر ۲۰۰۹ عرضه شد. این مجموعه شامل ۳ دیسک (سی‌دی) است. دیسک اول شامل اکثر ترانه‌های مشهور انیگما از سال‌های پیش است؛ دیسک دوم، مشابه دیسک نخست است با این تفاوت که شامل بازترکیب‌های سی‌دی اول می‌باشد و دیسک سوم ترانه‌های گذشتهٔ ساخته و تهیه‌شده توسط مایکل کرتو است که هرگز عرضه نشده بودند.

## جدول‌های موسیقی
| جدول (۲۰۱۰)                          | حد رتبه |
| ------------------------------------ | ------- |
| US Billboard Dance/Electronic albums | ۱۸      |